# Размах (статистика)
Размах — разность между наибольшим и наименьшим значениями результатов наблюдений. Пусть {\displaystyle X_{1},\ldots ,X_{n}} — взаимно независимые случайные величины с функцией распределения {\displaystyle F(x)} и плотностью вероятности {\displaystyle f(x)}. В этом случае размах {\displaystyle W_{n}} определяется как разность между наибольшим и наименьшим значениями среди {\displaystyle X_{1},\ldots ,X_{n}}; размах {\displaystyle Wn} представляет собой случайную величину, которой соответствует функция распределения:
{\displaystyle P\{W_{n}\leq w\}=n\int _{-\infty }^{\infty }[F(w+x)-F(x)]^{n-1}f(x)\,\mathrm {d} x}
В математической статистике размах, надлежащим образом нормированный, применяется как оценка неизвестного квадратичного отклонения. Например, если {\displaystyle X_{k}} имеют нормальное распределение с параметрами (а, s), то при n = 5 и 10, соответственно, величины 0,4299W5 и 0,3249W10 будут несмещенными оценками s. Такие оценки часто используют при статистическом контроле качества, поскольку определение Р. нескольких результатов измерений не требует сложных вычислений.